# Melk
 For alternative betydninger, se Melk (flertydig). (Se også artikler, som begynder med Melk)
Melk er en by i det østlige Østrig. Byen ligger i delstaten Niederösterreich ved Wachau-dalen på Donaus højre bred. Den er hovedby i distriktet af samme navn.

## Stift Melk
Et af verdens mest berømte klostre, Stift Melk, grundlagt i 1089 ligger ved Wachau. Det kom på UNESCO's verdensarvsliste i 2000.

## Koncentrationslejren
11. januar 1944 åbnede Mauthausen koncentrationslejr en underlejr ved Melk midt i en stor Wehrmacht-garnison. De rædsler, der udspillede sig i fangelejren, foregik helt åbenlyst, og var umulige at overse for soldater og civile; fx lå indgangen til krematoriet ved en af Wehrmachts hovedveje. Fanger af forskellig nationalitet blev sat til at grave tunneler i de omgivende bakker, som bestod af fint sand og kvarts, og mange blev begravet levende i jordskred. Antallet af fanger lå fast på omkring 8.000, så der var knapt nok brug for gaskammer eller krematorium. Når de alligevel blev bygget, skyldtes det planer om at udvide Melk til en udryddelseslejr. Kommandanten Julius Ludolf blev hængt i april 1947. 
Lejren blev befriet af amerikanerne 5. maj 1945. 10. maj døde den kendteste af fangerne: Den 18-årige Peter van Pels, der havde holdt sig skjult i Amsterdam sammen med Anne Frank og hendes familie. 